# دومينيك إينجلوت
دومينيك إينجلوت (بالإنجليزية: Dominic Inglot)‏ مواليد 6 مارس 1986 في لندن، هو لاعب كرة مضرب بريطاني بدأ مسيرته كمحترف سنة 2004 يلعب باليد اليمنى. أعلى تصنيف له في الفردي كان المركز الـ 561 في سنة 2010.

## روابط خارجية
- دومينيك إينجلوت على موقع رابطة محترفي التنس (الإنجليزية)
- دومينيك إينجلوت على موقع الاتحاد الدولي لكرة المضرب (الإنجليزية)
- دومينيك إينجلوت على موقع كأس ديفيز (الإنجليزية)
- دومينيك إينجلوت على موقع خلاصة التنس.كوم (الإنجليزية)
- دومينيك إينجلوت على موقع إي إس بي إن.كوم (الإنجليزية)
- دومينيك إينجلوت على موقع أوليمبيديا (الإنجليزية)
- دومينيك إينجلوت على موقع اللجنة الأولمبية البريطانية (الإنجليزية)